# Valle di Gojal
Gojal è una valle situata nell'estremo nord del Pakistan. Confina con la Cina e l'Afghanistan. È la più grande Tehsil della regione di Gilgit-Baltistan del Pakistan. La regione del Gojal comprende la parte superiore della valle del fiume Hunza che inizia a circa 2.500 metri di altitudine
La regione del Gojal è una serie di grandi e piccole valli che confina con lo Hunza a sud, con la Cina a nord-est e con l'Afghanistan a nord-ovest. Shishkat è il primo villaggio del Gojal. Ad eccezione delle valli Shimshal, Misgar e Chipursan, tutti i villaggi di Gojal si possono vedere dall'autostrada Karakorum (KKH), che attraversa Gojal.